# Guntershausen (Baunatal)
Guntershausen ist der kleinste Stadtteil von Baunatal im nordhessischen Landkreis Kassel.

## Geographische Lage

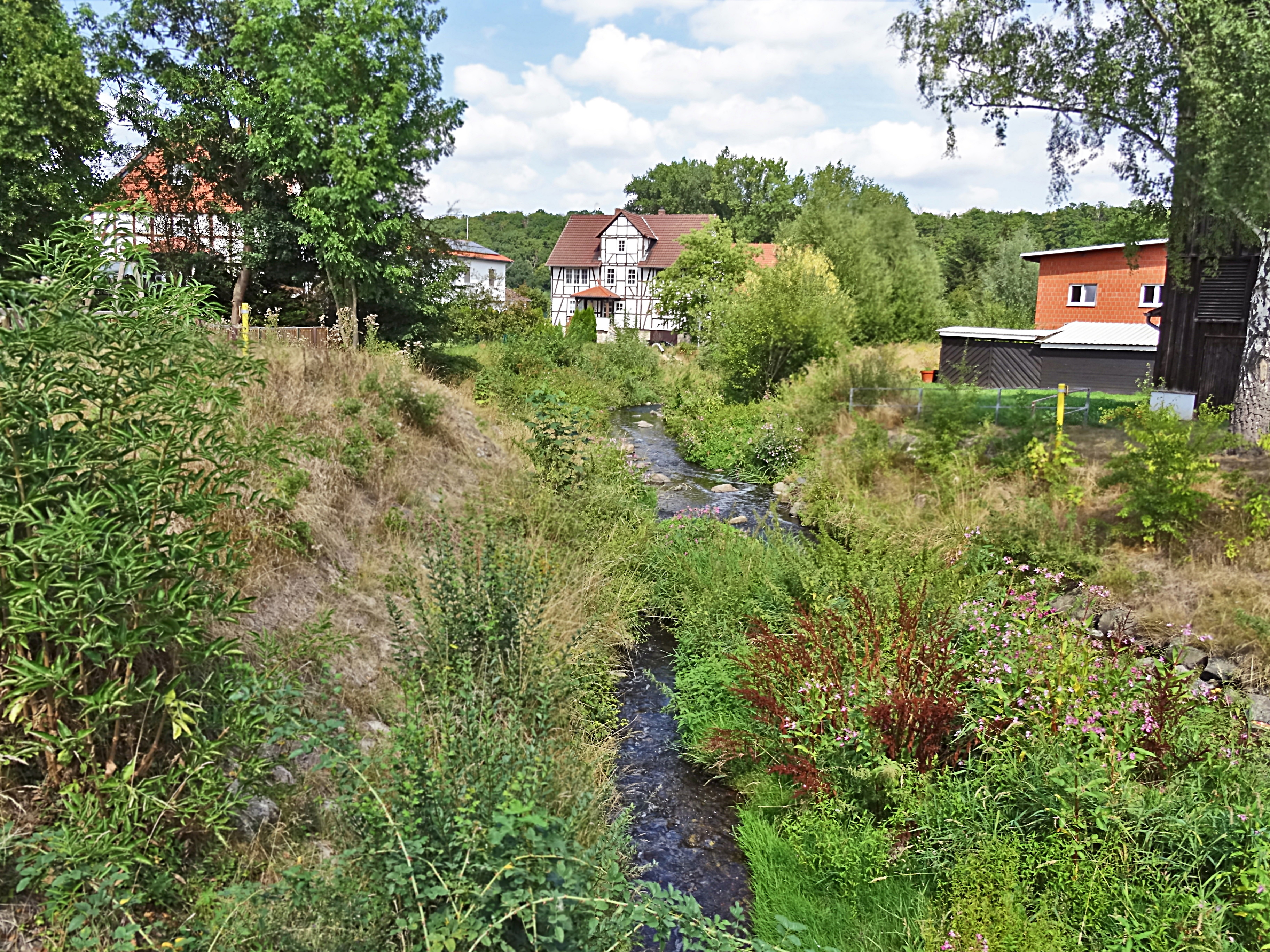
Die Bauna in Guntershausen

Guntershausen liegt im Südosten Baunatals am westlichen linken Ufer der Fulda im Naturpark Habichtswald. Die Bauna durchfließt den Ort kurz vor ihrer Mündung in die Fulda.

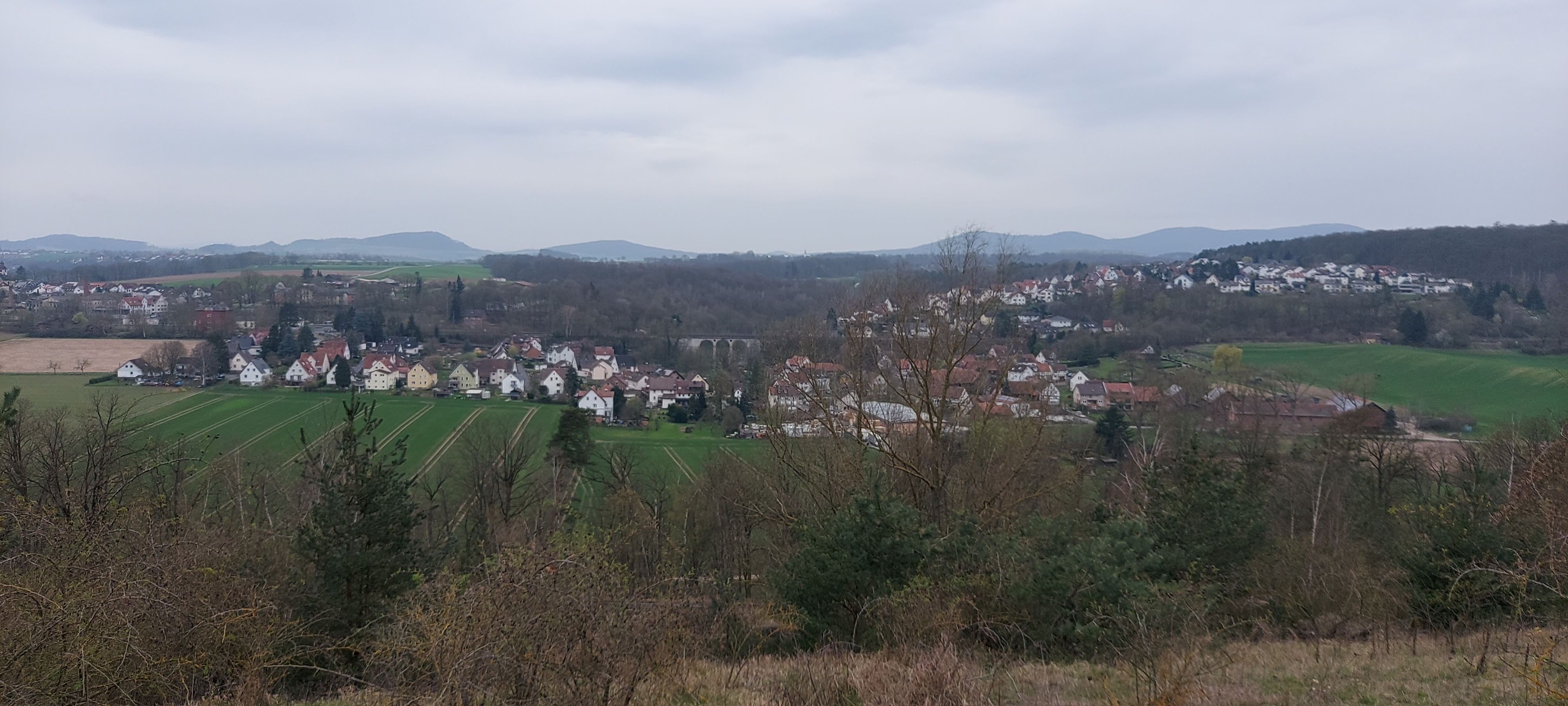
Überblick über Guntershausen von Osten

## Geschichte
Ortsgeschichte
Aus der frühbäuerlichen Kultur aus dem 3. Jahrtausend v. Chr. stammt der Riesenstein von Guntershausen. Die älteste erhaltene Erwähnung von Guntershausen findet sich in der Gründungsurkunde des Klosters Hasungen aus dem Jahr 1074 unter dem damaligen Namen Huntireshusun.
Geschichte der Bahn

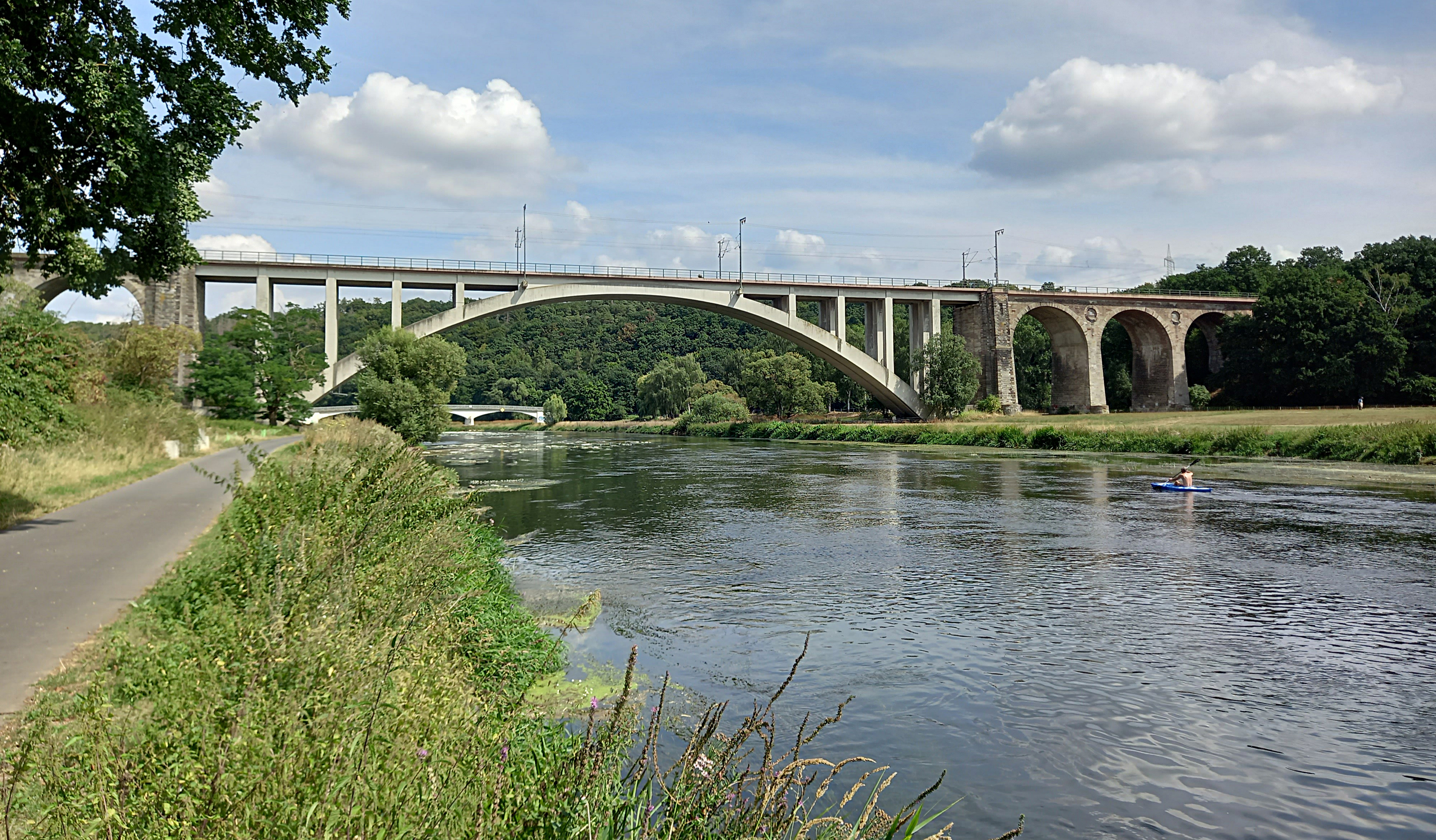
Die Eisenbahnbrücke über die Fulda

Ab der Mitte des 19. Jahrhunderts wurde der Ort zum Eisenbahnknotenpunkt der Main-Weser-Bahn Kassel−Frankfurt und der Friedrich-Wilhelms-Nordbahn Kassel−Bebra, die im ehemaligen Inselbahnhof Guntershausen und heutigen Keilbahnhof Baunatal-Guntershausen verzweigen. Dessen Empfangsgebäude erbaute 1846 Julius Eugen Ruhl. Es ist heute wegen Baufälligkeit nicht mehr nutzbar. Die 1848 errichtete Brücke über die Fulda war damals die größte Eisenbahnbrücke Deutschlands. Im Zweiten Weltkrieg wurden deren sieben mittlere Bögen zerstört. 1952 wurde sie in der heutigen Form neu aufgebaut.

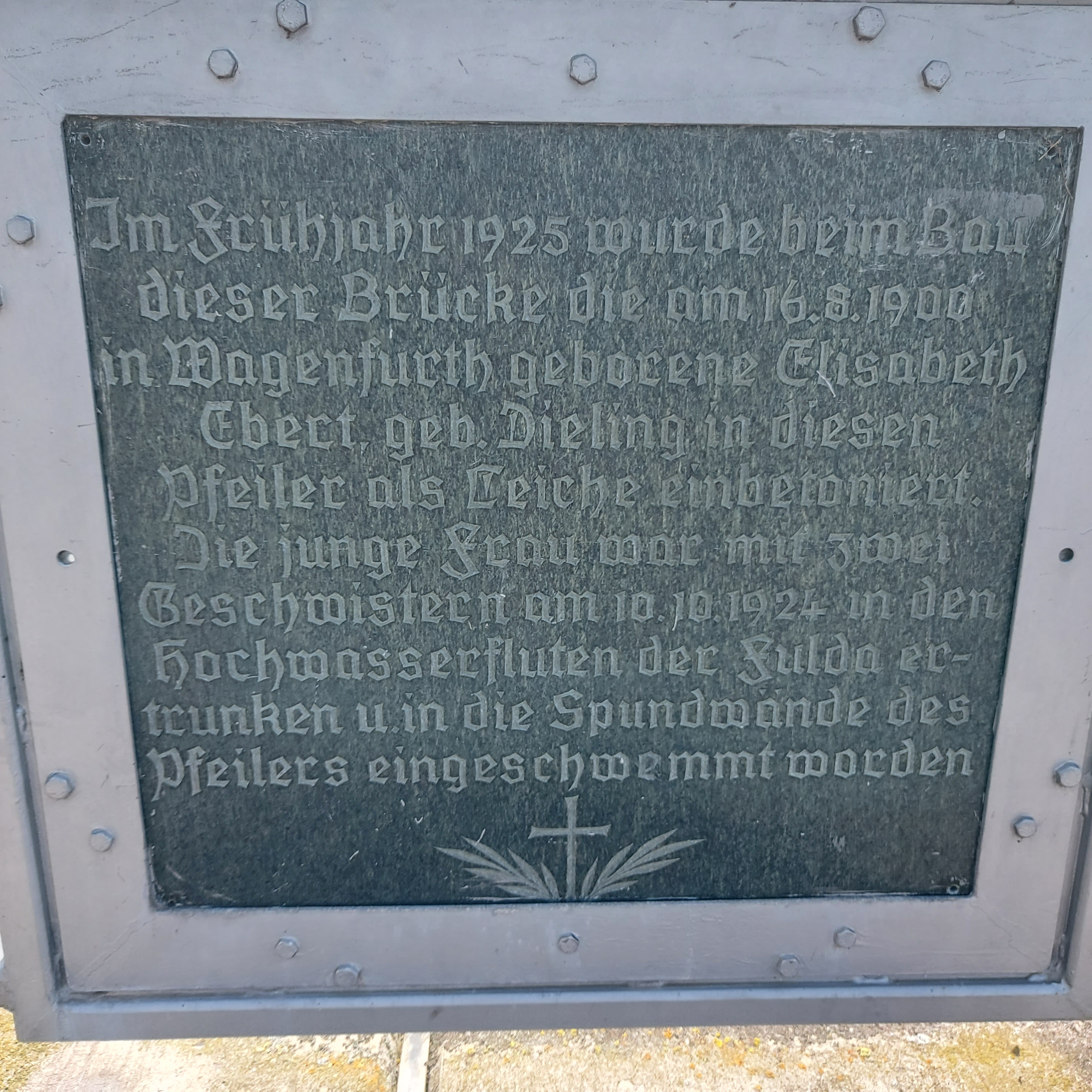
Gedenktafel an der Fuldabrücke

Am 5. November 1973 stießen im Bahnhof Guntershausen die Schnellzüge D 453 und der DC 973 zusammen. 14 Menschen starben, 65 weitere wurden verletzt.
Hessische Gebietsreform (1970–1977)
Zum 1. September 1970 fusionierten im Zuge der Gebietsreform in Hessen die bis dahin selbstständigen Gemeinden Rengershausen und Guntershausen freiwillig zur Gemeinde Buchenhagen, knapp zwei Jahre darauf wurden kraft Landesgesetz die Gemeinde Buchenhagen aufgelöst und beide Orte wurden Stadtteile von Baunatal. Ortsbezirke nach der Hessischen Gemeindeordnung wurden nicht errichtet.

### Bevölkerung
Einwohnerstruktur 2011
Nach den Erhebungen des Zensus 2011 lebten am Stichtag dem 9. Mai 2011 in Guntershausen 964 Einwohner. Darunter waren 30 (3,1 %) Ausländer.
Nach dem Lebensalter waren 123 Einwohner unter 18 Jahren, 366 waren zwischen 18 und 49, 219 zwischen 50 und 64 und 249 Einwohner waren älter.
Die Einwohner lebten in 426 Haushalten. Davon waren 126 Singlehaushalte, 168 Paare ohne Kinder und 96 Paare mit Kindern, sowie 96 Alleinerziehende und 33 Wohngemeinschaften. In 3024 Haushalten lebten ausschließlich Senioren und in 8157 Haushaltungen leben keine Senioren.
Einwohnerentwicklung
- 1585: 20 Haushaltungen[3]
- 1747: 15 Haushaltungen[3]

| Guntershausen: Einwohnerzahlen von 1834 bis 2022 | Guntershausen: Einwohnerzahlen von 1834 bis 2022 | Guntershausen: Einwohnerzahlen von 1834 bis 2022 | Guntershausen: Einwohnerzahlen von 1834 bis 2022 | Guntershausen: Einwohnerzahlen von 1834 bis 2022 |
| --- | ------------------------------------------------ | ------------------------------------------------ | ------------------------------------------------ | ------------------------------------------------ |
| Jahr |                                                  |                                                  |                                                  | Einwohner                                        |
| 1834 | 1834                                             |                                                  | 181                                              | 181                                              |
| 1840 | 1840                                             |                                                  | 206                                              | 206                                              |
| 1846 | 1846                                             |                                                  | 228                                              | 228                                              |
| 1852 | 1852                                             |                                                  | 271                                              | 271                                              |
| 1858 | 1858                                             |                                                  | 274                                              | 274                                              |
| 1864 | 1864                                             |                                                  | 293                                              | 293                                              |
| 1871 | 1871                                             |                                                  | 261                                              | 261                                              |
| 1875 | 1875                                             |                                                  | 259                                              | 259                                              |
| 1885 | 1885                                             |                                                  | 263                                              | 263                                              |
| 1895 | 1895                                             |                                                  | 290                                              | 290                                              |
| 1905 | 1905                                             |                                                  | 402                                              | 402                                              |
| 1910 | 1910                                             |                                                  | 557                                              | 557                                              |
| 1925 | 1925                                             |                                                  | 541                                              | 541                                              |
| 1939 | 1939                                             |                                                  | 947                                              | 947                                              |
| 1946 | 1946                                             |                                                  | 966                                              | 966                                              |
| 1950 | 1950                                             |                                                  | 979                                              | 979                                              |
| 1956 | 1956                                             |                                                  | 1.022                                            | 1.022                                            |
| 1961 | 1961                                             |                                                  | 1.022                                            | 1.022                                            |
| 1970 | 1970                                             |                                                  | 1.077                                            | 1.077                                            |
| 1980 | 1980                                             |                                                  | ?                                                | ?                                                |
| 1990 | 1990                                             |                                                  | ?                                                | ?                                                |
| 2000 | 2000                                             |                                                  | ?                                                | ?                                                |
| 2011 | 2011                                             |                                                  | 954                                              | 954                                              |
| 2018 | 2018                                             |                                                  | 960                                              | 960                                              |
| 2020 | 2020                                             |                                                  | 995                                              | 995                                              |
| 2022 | 2022                                             |                                                  | 997                                              | 997                                              |
| Datenquelle: Historisches Gemeindeverzeichnis für Hessen: Die Bevölkerung der Gemeinden 1834 bis 1967. Wiesbaden: Hessisches Statistisches Landesamt, 1968. Weitere Quellen: LAGIS; Stadt Baunatal; Zensus 2011 |                                                  |                                                  |                                                  |                                                  |

Religionszugehörigkeit
| • 1885: | 259 evangelische (= 98,48 %), 4 katholische (= 1,52 %) Einwohner    |
| • 1961: | 863 evangelische (= 84,44 %), 121 katholische (= 11,84 %) Einwohner |

## Politik

### Greben/Bürgermeister
In der Gemeinde Guntershausen wurden die Bürgermeister bis 1834 Greben oder auch Schöpfengreben genannt.
Greben ohne Amtszeitangaben
- Jost Kilian
- Johannes Kilian (* 1629)
- Conrad Kilian (* 1670)
- Johannes Icke (* 1698)
- Johannes Kilian II. (* 1737)
- Johannes Jost Schmidt (* 1765)

Amtszeiten der Greben/Bürgermeister ab 1833
- 1833–1840 Johann Heinrich Brede
- 1840–1879 Johann Just Sinning
- 1879–1912 Heinrich Fehr
- 1912–1919 Cyriakus Brede
- 1919–1924 Valentin Kilian
- 1924–1946 Matthias Freitag
- 1946–1952 Martin Norwig
- 1952–1964 Hans Schmidt
- 1964–1970 Walter Schröder

## Sehenswürdigkeiten und Kultur

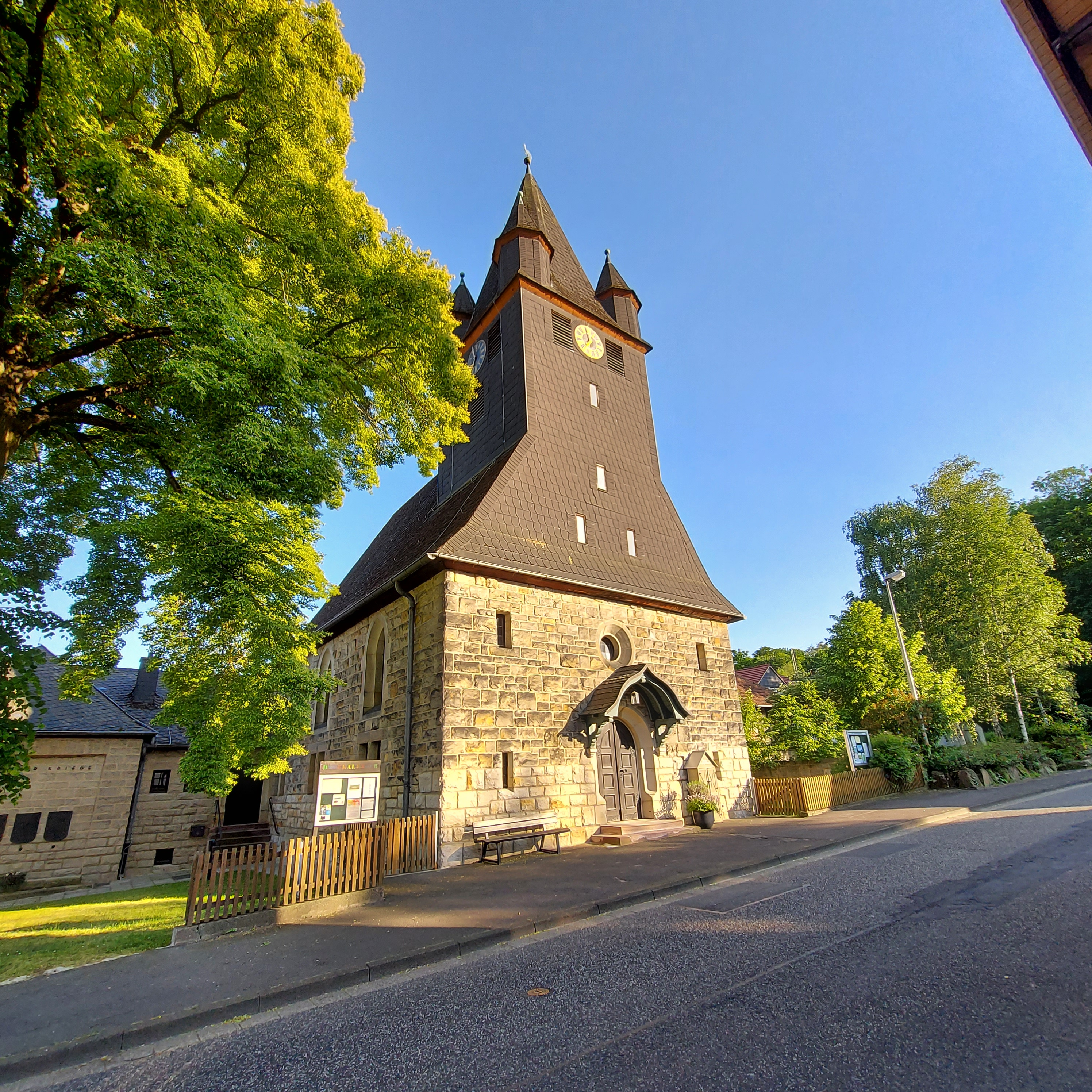
Kirche in Guntershausen, davor rechts der Bücher- und Spieleschrank.

- An der Baunamündung  Guntershausen endet der 18 km lange Wanderpfad mit dem Namen Baunapfad.
- Örtliche Kindertagesstätte
- Evangelische Kirche
- Riesenstein (Guntershausen)
- Sterntaler-Skulptur aus Bronze (Höhe 130 cm) von 2004 der Bildhauerin Erika Maria Wiegand beim Sportplatz am FuldauferWeltkriegsdenkmalKirche in Guntershausen, davor rechts der Bücher- und Spieleschrank.

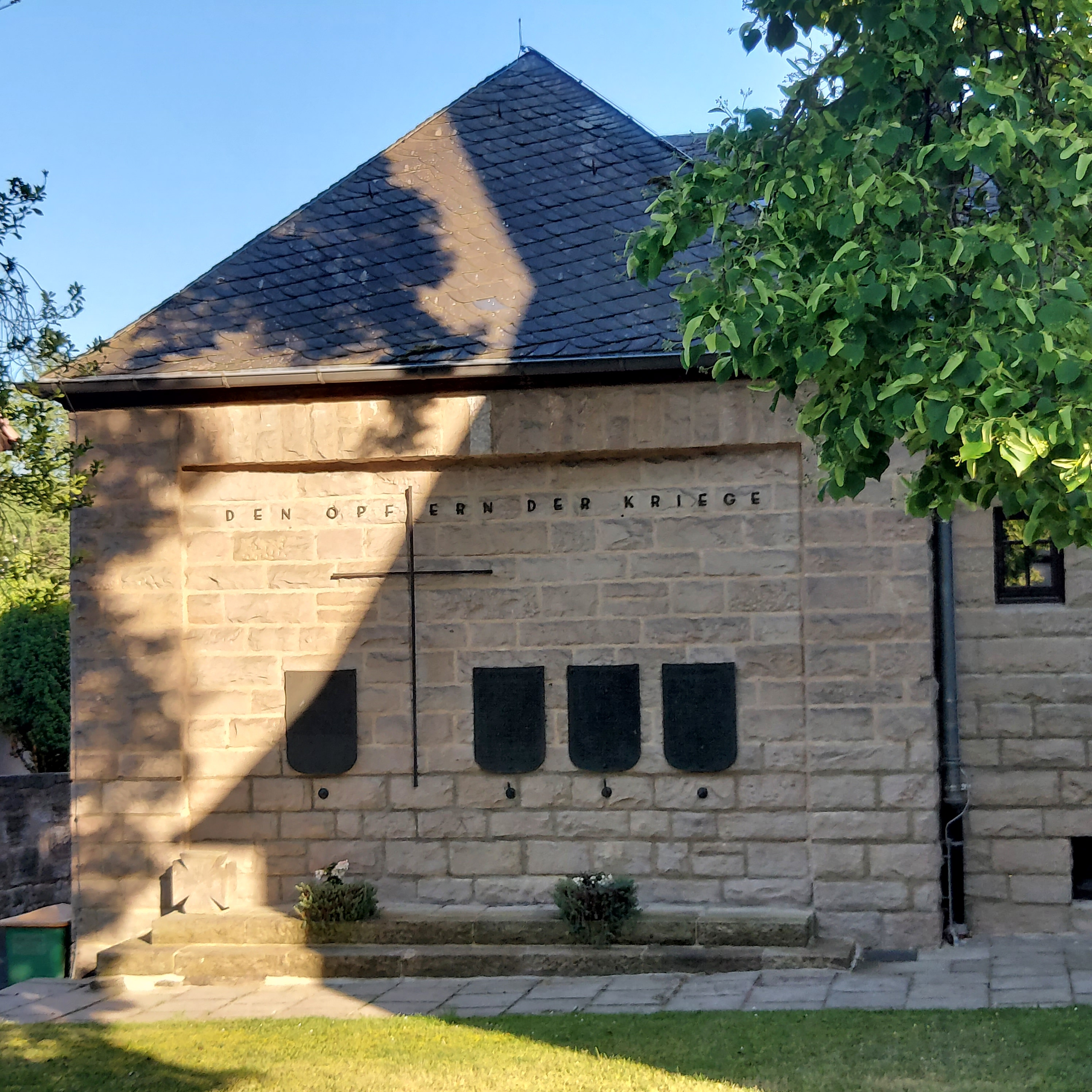
Weltkriegsdenkmal

## Infrastruktur
- Für das Vereinsleben steht im Ort ein Gemeinschaftshaus seit 1974 zur Verfügung.
- Örtliche Kindertagesstätte
- Sportplatz
- Vereinseigene Sporthalle des örtlichen Sportvereins TSV 1896 Guntershausen e.V - erbaut 1928 in Eigenleistung

## Verkehr

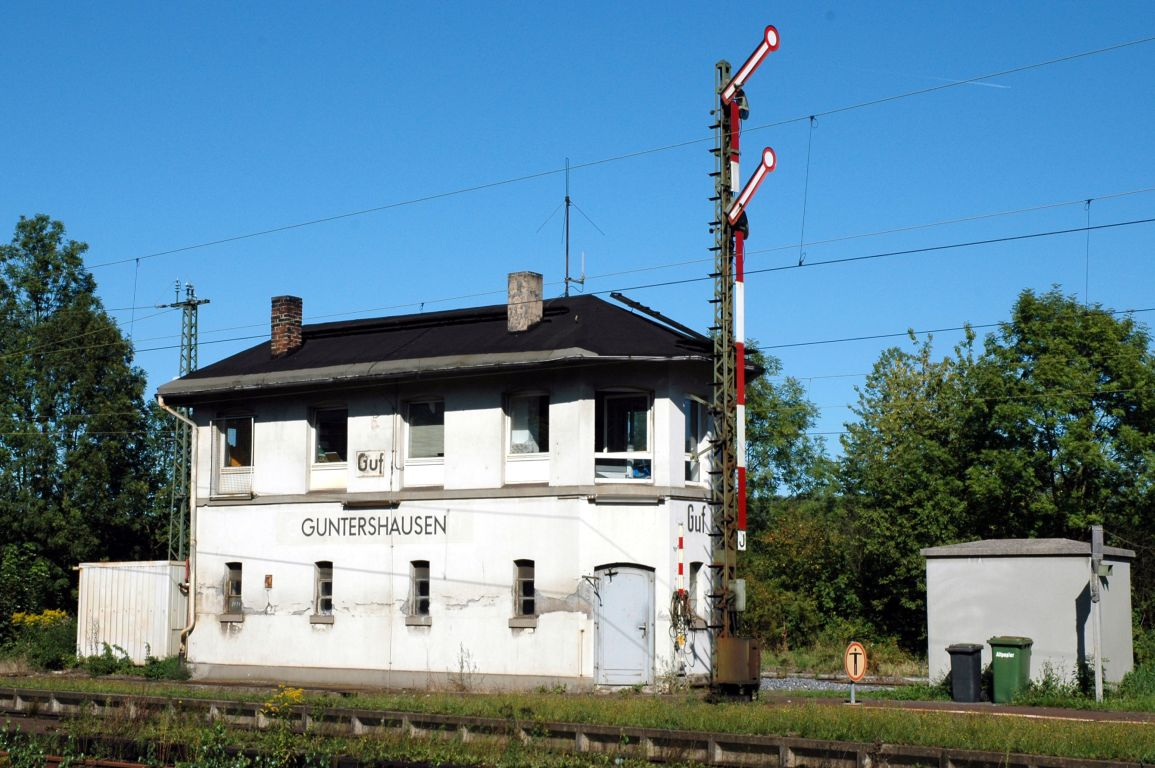
Stellwerksgebäude Baunatal-Guntershausen „Guf“

Der Bahnhof Baunatal-Guntershausen liegt an der Bahnstrecke Kassel–Gießen–Frankfurt (Main) und an der Bahnstrecke Bebra–Baunatal-Guntershausen.
Hier hält die RegioTram Kassel.
In der Nähe verlaufen drei Autobahnen, die Bundesautobahn 7, die Bundesautobahn 44 sowie die Bundesautobahn 49.
Entlang der Fulda von Süden nach Norden führt der überregional bedeutsame Fuldaradweg/Hessischer Radfernweg R1, der in diesem Abschnitt zugleich auch zur D-Route 9 gehört. Der Ederradweg/Ederauenradweg endet nach 190 km dort, wo er linksseitig der Fulda an der Fuldabrücke auf den Fuldaradweg trifft.